# 后鳍燕鳐
后鳍燕鳐（学名：Cypselurus opisthopus）为飞鱼科燕鳐属的鱼类。在中国，分布于南海等海域。